# وليد الهيشري
وليد الهيشري لعب كرة قدم تونسي من مواليد 5 مارس 1986 بمدينة تونس العاصمة، يلعب في مركز مدافع لصالح فريق الاتحاد الرياضي المنستيري، يبلغ طوله 1.96 صم ويزن 88 كغ، ويلعب مع المنتخب التونسي منذ سنة 2011.

## الألقاب
مع الترجي الرياضي التونسي، أحرز وليد الهيشري على:
- بطولة تونس لمواسم2010-2011 2009-2010
- كأس تونس لعام 2011
- دوري أبطال أفريقيا لعام 2011

مع النادي الأهلي أحرز الدوري الليبي لعام 2014

## روابط خارجية
- وليد الهيشري على موقع الاتحاد الدولي (مؤرشف)  (الإنجليزية)
- وليد الهيشري على موقع قاعدة بيانات كرة القدم.إي يو (الإنجليزية)
- وليد الهيشري على موقع ناشيونال فوتبول تيمز (الإنجليزية)
- وليد الهيشري على موقع Soccerway.com (الإنجليزية)
- وليد الهيشري على موقع كووورة